# Antonina Barczewska
Antonina Barczewska (ur. 8 marca 1915 we Lwowie, zm. 1 lipca 1986 w Krakowie) – polska aktorka teatralna, filmowa i telewizyjna, także reżyser teatralna. W 1938 roku zdała eksternistyczny egzamin aktorski ZASP-u.

## Teatr

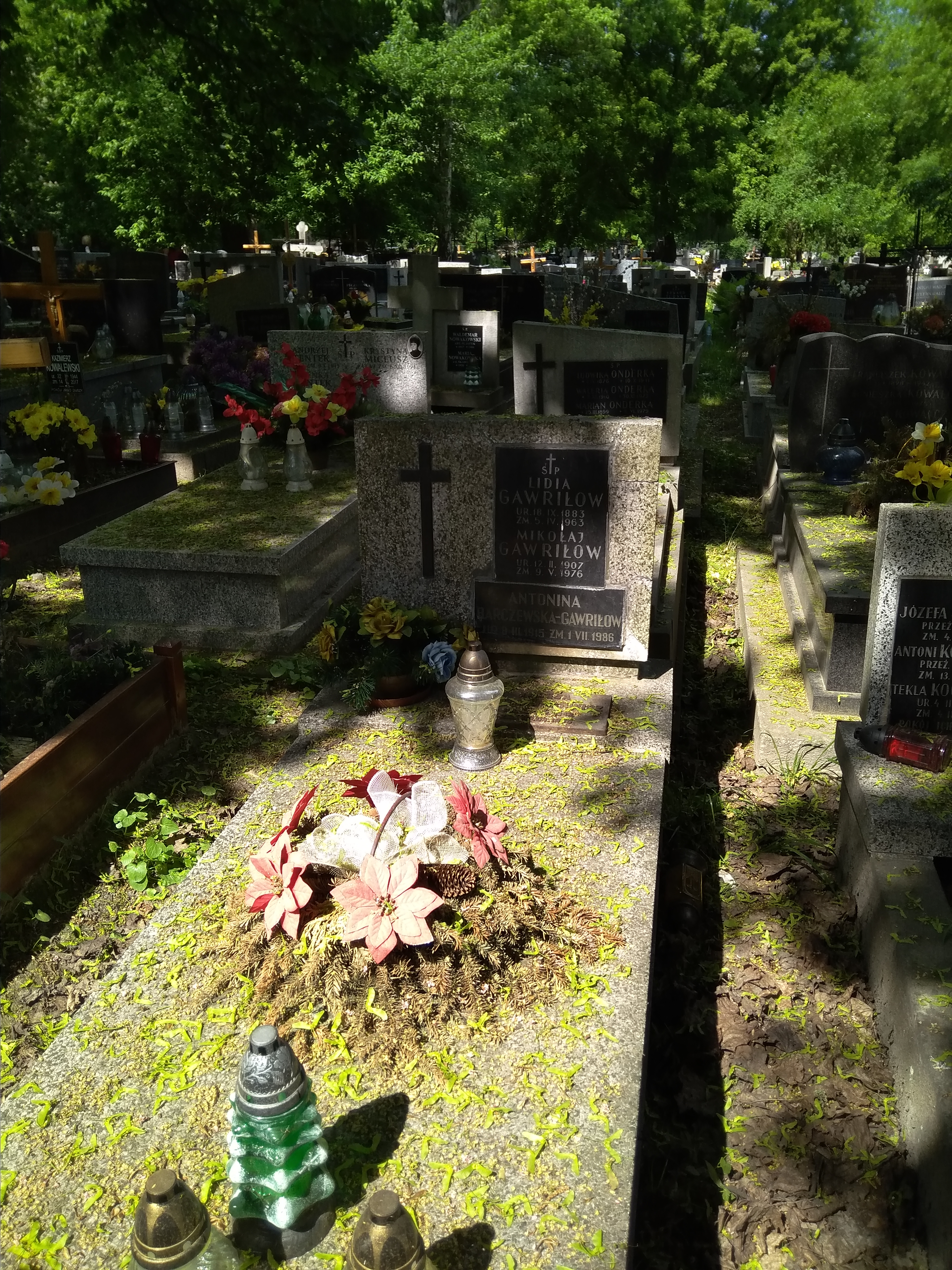
Grób Antoniny Barczewskiej–Gawriłow na cmentarzu Rakowickim w Krakowie (kwatera LXXIII, rząd 35, miejsce 15)

Występowała w wielu teatrach polskich: w Teatrze Ziemi Krakowskiej (grającym w Małopolsce, Śląsku i Kielecczyźnie; 1936–1937), Teatrze Małopolskim w Stanisławowie (1938–1939), w Polskim Teatrze Dramatycznym we Lwowie (1939–1941), w Teatrze Polskim w Bydgoszczy (1945–1949), Teatrze Polskim w Bielsku-Białej (1949–1950), w Teatrze Polskim w Poznaniu (1950–1954) oraz Teatrze im. Stefana Jaracza w Łodzi.
Najdłużej związana była z Teatrze im. Juliusza Słowackiego w Krakowie, w którym była zatrudniona w latach 1958–1976.

### Wybrane spektakle teatralne

#### Role
- 1947 – Szelmostwa Skapena jako Zerbineta (reż. Tadeusz Muskat)
- 1948 – Świerszcz za kominem jako Dot (reż. Stefan Drewicz)
- 1950 – Przyjaciele jako Aleksandra Kurnikowa (reż. Aleksander Gąssowski, H. Lotar)
- 1950 – Obcy cień jako Olga Trubnikowa (reż. Zdzisław Karczewski)
- 1951 – Lubow Jarowaja jako Dunia (reż. T. Muskat)
- 1951 – Zwycięstwo jako Antonina Pietrzak (reż. T. Muskat)
- 1952 – Eugenia Grandet jako Nanon (reż. Kazimierz Opaliński)
- 1953 – Kandydat jako Pani Rousselin (reż. Władysław Woźnik)
- 1953 – Osobliwe zdarzenie jako Konstancja (reż. Włodzisław Ziembiński)
- 1954 – Eugenia Grandet jako Pani des Grassins (reż. K. Fabisiak, A. Gąssowski)
- 1955 – Dom na Twardej jako Klara (reż. Adam Hanuszkiewicz)
- 1955 – Człowiek z teką jako II pracownica naukowa (reż. Bożena Radziszewska)
- 1956 – Sędzia w potrzasku jako Pani Wyduś (reż. Czesław Staszewski)
- 1956 – Pan Jowialski jako Pani Jowialska (reż. Emil Chaberski)
- 1957 – Ucieczka do Havru jako Pani Carre-Lamadon (reż. E. Chaberski)
- 1958 – Król Henryk IV jako Pani Quickly (reż. Aleksander Bardini)
- 1958 – Panna Maliczewska jako Michasiowa (reż. Ewa Stojowska)
- 1958 – Zbrodnia i kara jako Anastazja (reż. Bronisław Dąbrowski)
- 1960 – Królowa przedmieścia jako Stanisławowa (reż. B. Dąbrowski)
- 1961 – 12 białych wielbłądów jako Pani II (reż. Mieczysław Górkiewicz)
- 1961 – Damy i huzary jako Pani Orgonowa (reż. Roman Niewiarowicz)
- 1962 – Żałoba przystoi Elektrze jako Luiza (reż. B. Dąbrowski)
- 1962 – Wesołe kobiety z Windsoru jako Żwawska (reż. Janusz Warnecki)
- 1963 – Dziady jako Obrzędniczka (reż. Bohdan Korzeniewski)
- 1964 – Przychodzę opowiedzieć jako Siwa (reż. B. Dąbrowski)
- 1964 – Osiem kobiet jako Antosia (reż. Maria Malicka)
- 1965 – Noc listopadowa (reż. B. Dąbrowski)
- 1965 – Kłamczucha (reż. E. Stojowska)
- 1966 – Księżniczka Turandot jako Skiryna (reż. Władysław Krzemiński)
- 1966 – Dom otwarty jako Katarzyna (reż. B. Dąbrowski)
- 1967 – Moralność pani Dulskiej jako Tadrachowa (reż. Lidia Zamkow)
- 1967 – Pierścień wielkiej damy jako Salomea (reż. Jan Kulczyński)
- 1967 – Nad brzegami Newy jako Kapitolina (reż. B. Dąbrowski)
- 1968 – Dyliżans jako Rozaura (reż. Jerzy Goliński)
- 1968 – Baba-Dziwo jako Gruba (reż. L. Zamkow)
- 1968 – Meteor jako Pani Nomsen (reż. Irena Babel)
- 1969 – Wesele jako Gość (reż. L. Zamkow)
- 1970 – Pacjent jako Leokadia (reż. B. Dąbrowski)
- 1970 – Chłopcy jako Narcyza Kalmitowa (reż. Mirosław Wawrzyniak)
- 1971 – Zakładnicy jako Babjakowa (reż. Piotr Paradowski)
- 1971 – Drogi Antoni jako Frida (reż. B. Dąbrowski)
- 1972 – Jegor Bułyczow i inni jako Miełania (reż. P. Paradowski)
- 1972 – Rewizor jako Ślusarzowa (reż. Jerzy Krasowski)
- 1975 – Sprawa Dantona jako Jedna z ludu (reż. J. Krasowski)
- 1975 – Błękitne jelenie jako Kowalicha (reż. Siergiej Smiejan)

Teatr Telewizji
- 1968 – Moralność pani Dulskiej jako Tadrachowa (reż. L. Zamkow)
- 1972 – Wielki testament jako Gamratka (reż. Irena Wollen)
- 1977 – Urodziny (reż. Tadeusz Lis)
- 1981 – Borys Godunow jako Mamka (reż. Laco Adamík)
- 1982 – Nie-Boska komedia jako Obłąkana (reż. Zygmunt Hübner)
- 1984 – Granica (reż. Jan Błeszyński)

#### Reżyseria
- 1955 – Dom kobiet

## Film
W filmie pojawiła się po raz pierwszy w 1955 roku w filmie Godziny nadziei. W latach 70. XX wieku występowała w popularnym wówczas serialu telewizyjnym Janosik.

### Filmografia
- 1955 – Godziny nadziei
- 1956 – Wraki
- 1973 – Bułeczka jako Małgorzata, gosposia Marczaków
- 1973 – Janosik jako Matka Maryny
- 1974 – Awans jako Lipkowa
- 1976 – Ocalić miasto
- 1976 – Zofia
- 1977 – Zapach ziemi
- 1978 – Wśród nocnej ciszy jako Katarzyna, gosposia Hermana
- 1979 – Amator jako Pani Katarzyna
- 1979 – Szansa jako Nauczycielka